# 库麦其
库麦其（維吾爾語：كۆمەچ‎，拉丁维文：kömech；直译：「火埋烤饼」），又作库买其、库麦琪、阔埋奇等，是一种维吾尔族传统面饼，原产自新疆和田塔克拉玛干沙漠地区。

## 制作
库麦其由两张面皮加上剁碎的羊肉、洋葱等馅料制成。制作时先以一张面皮为底，上面均匀地铺上馅料，再以另一张面皮覆盖，边缘捏合紧密。烤制方式是库麦其的主要特色。与烤馕所用的馕坑不同，当地人直接在沙漠中挖沙坑用来烤制库麦其。先用胡杨、红柳等树枝在沙坑中生火，当沙子烤热、烧出一层炭灰后，将做好的生饼掩埋其中。等待一两小时后，将烤熟的库麦其从热灰中取出。擦去表面沙尘，用刀切成小块后便能食用。
库麦其按原料不同可划分为不同种类。根据使用面粉的不同，库麦其可分为白面库麦其和玉米面（包谷面）库麦其。根据面粉发酵与否，又可分为发面库麦其和死面库麦其。此外，除肉馅库麦其外，还有无馅和素馅库麦其。